# Machimus cyrnaeus
Machimus cyrnaeus är en tvåvingeart som beskrevs av H. Oldroyd 1946. Machimus cyrnaeus ingår i släktet Machimus och familjen rovflugor. Inga underarter finns listade i Catalogue of Life.